# 通臂猿猴
通臂猿猴是传说中的一种猿猴，其原型是長臂猿，古人認為長臂猿的兩條很長的手臂。该猿手長過自己膝盖,善攀緣縱越,而通臂拳这种拳法是揣摩通臂猿猴的特點,并非單純模仿猿猴的動作。通臂猿猴为“六合通臂” ,称“少祁派”。“少祁派”由祁太昌传许天和,许传修剑痴、刘月亭、许永生、许让、刘鹏等多人。

## 西游记
在《西游记》中，通臂猿猴與靈明石猴、赤尻馬猴，以及六耳獼猴並列四大神猴之一，能夠拿日月、缩千山、辨休咎、乾坤摩弄。在TVB的陈浩民版《西游记2》中，通臂猿猴自称“超天大圣”。

## 后西游记
《后西游记》中，通臂仙是靠孙悟空从天庭偷的酒和仙桃得到长生不老的通臂猿猴，并教会孙履真各种事情。

## 济公全传
在濟公全傳也有通臂猿猴，每逢摘了好果子，就给老方丈送来。

## 参看
- 西游记角色列表
- 中国妖怪列表
- 快乐王子